# 400 mètres haies masculin aux championnats du monde d'athlétisme 2023
Pour des articles plus généraux, voir Championnats du monde d'athlétisme 2023 et 400 mètres haies aux championnats du monde d'athlétisme.
Navigation
Eugene 2022 Tokyo 2025
L'épreuve du 400 mètres haies masculin des championnats du monde de 2023 se déroule du 20 au 23 août 2023 au sein du Centre national d'athlétisme à Budapest, en Hongrie.

## Qualification
La période de qualification est comprise entre le 31 juillet 2022 et le 30 juillet 2023. Le minima de qualification est fixé à 48 s 70.

## Résultats

### Séries
Les 4 premiers de chaque série (Q) et les 4 meilleurs temps (q) se qualifient pour les demi-finales.
| Rang | Série | Athlète                     | Pays                        | Temps | Notes |
| ---- | ----- | --------------------------- | --------------------------- | ----- | ----- |
| 1    | 1     | Alison dos Santos           | Brésil                      | 48.12 | Q     |
| 2    | 1     | Ludvy Vaillant              | France                      | 48.27 | Q     |
| 3    | 4     | Joshua Abuaku               | Allemagne                   | 48.32 | Q, PB |
| 4    | 5     | Rai Benjamin                | États-Unis                  | 48.35 | Q     |
| 5    | 4     | CJ Allen                    | États-Unis                  | 48.36 | Q     |
| 6    | 4     | Roshawn Clarke              | Jamaïque                    | 48.39 | Q     |
| 7    | 2     | Kyron McMaster              | Îles Vierges britanniques   | 48.47 | Q     |
| 8    | 4     | Ezekiel Nathaniel           | Nigeria                     | 48.47 | Q, SB |
| 9    | 2     | Rasmus Mägi                 | Estonie                     | 48.58 | Q     |
| 10   | 5     | Jaheel Hyde                 | Jamaïque                    | 48.63 | Q     |
| 11   | 3     | Wilfried Happio             | France                      | 48.63 | Q     |
| 12   | 5     | Kazuki Kurokawa             | Japon                       | 48.71 | Q, SB |
| 13   | 4     | Julien Watrin               | Belgique                    | 48.72 | q, SB |
| 14   | 2     | Trevor Bassitt              | États-Unis                  | 48.73 | Q     |
| 15   | 5     | Gerald Drummond             | Costa Rica                  | 48.73 | Q     |
| 16   | 3     | Karsten Warholm             | Norvège                     | 48.76 | Q     |
| 17   | 5     | Yasmani Copello             | Turquie                     | 48.92 | q     |
| 18   | 5     | Emil Agyekum                | Allemagne                   | 49.00 | q     |
| 19   | 4     | Mario Lambrughi             | Italie                      | 49.05 | q, SB |
| 20   | 2     | Wiseman Were Mukhobe        | Kenya                       | 49.10 | Q     |
| 21   | 1     | Julien Bonvin               | Suisse                      | 49.19 | Q, SB |
| 22   | 1     | Zhiyu Xie                   | Chine                       | 49.25 | Q     |
| 23   | 2     | Sergio Fernández            | Espagne                     | 49.26 |       |
| 24   | 4     | Vít Müller                  | Tchéquie                    | 49.37 |       |
| 25   | 1     | Matic Ian Gucek             | Slovénie                    | 49.40 | SB    |
| 26   | 1     | Constantin Preis            | Allemagne                   | 49.45 |       |
| 27   | 3     | Bassem Hemeida              | Qatar                       | 49.50 | Q     |
| 28   | 3     | Alessandro Sibilio          | Italie                      | 49.50 | Q     |
| 29   | 5     | Shakeem Hall-Smith          | Bahamas                     | 49.61 |       |
| 30   | 3     | Dany Brand                  | Suisse                      | 49.69 |       |
| 31   | 2     | İsmail Nezir                | Turquie                     | 49.92 |       |
| 32   | 3     | Pablo Andres Ibañez Guevara | Salvador                    | 50.01 |       |
| 33   | 4     | Yusaku Kodama               | Japon                       | 50.18 |       |
| 34   | 2     | Eric Cray                   | Philippines                 | 50.27 |       |
| 35   | 5     | Árpád Bánóczy               | Hongrie                     | 50.31 | PB    |
| 36   | 3     | Santhosh Kumar Tamilarasan  | Inde                        | 50.46 |       |
| 37   | 5     | Jun Jie Calvin Quek         | Singapour                   | 50.53 |       |
| 38   | 3     | Marc Anthony Ibrahim        | Liban                       | 50.62 |       |
| 39   | 3     | Malique Smith               | Îles Vierges des États-Unis | 50.86 |       |
| 40   | 2     | Takayuki Kishimoto          | Japon                       | 50.90 |       |
| 41   | 2     | Andrea Ercolani Volta       | Saint-Marin                 | 52.69 |       |
| --   | 1     | Assinie Wilson              | Jamaïque                    | DNF   |       |
| --   | 1     | Abdelmalik Lahoulou         | Algérie                     | DNF   |       |

### Demi-finales
Les 2 premiers de chaque série (Q) et les 2 meilleurs temps (q) se qualifient pour la finale.
| Rang | Série | Athlète              | Pays                      | Temps | Notes    |
| ---- | ----- | -------------------- | ------------------------- | ----- | -------- |
| 1    | 3     | Karsten Warholm      | Norvège                   | 47.09 | Q        |
| 2    | 2     | Rai Benjamin         | États-Unis                | 47.24 | Q        |
| 3    | 3     | Roshawn Clarke       | Jamaïque                  | 47.34 | Q, WU20R |
| 4    | 3     | Trevor Bassitt       | États-Unis                | 47.38 | q, PB    |
| 5    | 2     | Alison dos Santos    | Brésil                    | 47.38 | Q, SB    |
| 6    | 1     | Kyron McMaster       | Îles Vierges britanniques | 47.72 | Q        |
| 7    | 1     | Rasmus Mägi          | Estonie                   | 48.30 | Q        |
| 8    | 3     | Joshua Abuaku        | Allemagne                 | 48.39 | q        |
| 9    | 3     | Alessandro Sibilio   | Italie                    | 48.43 |          |
| 10   | 1     | CJ Allen             | États-Unis                | 48.44 |          |
| 11   | 2     | Ludvy Vaillant       | France                    | 48.48 |          |
| 12   | 1     | Jaheel Hyde          | Jamaïque                  | 48.49 |          |
| 13   | 2     | Kazuki Kurokawa      | Japon                     | 48.58 | PB       |
| 14   | 3     | Yasmani Copello      | Turquie                   | 48.66 | SB       |
| 15   | 2     | Emil Agyekum         | Allemagne                 | 48.71 | PB       |
| 16   | 3     | Wilfried Happio      | France                    | 48.83 |          |
| 17   | 1     | Julien Watrin        | Belgique                  | 48.94 |          |
| 18   | 1     | Ezekiel Nathaniel    | Nigeria                   | 49.22 |          |
| 19   | 3     | Gerald Drummond      | Costa Rica                | 49.31 |          |
| 20   | 2     | Wiseman Were Mukhobe | Kenya                     | 49.40 |          |
| 21   | 1     | Bassem Hemeida       | Qatar                     | 49.50 |          |
| 22   | 2     | Zhiyu Xie            | Chine                     | 49.57 |          |
| 23   | 2     | Julien Bonvin        | Suisse                    | 49.75 |          |
|      | 1     | Mario Lambrughi      | Italie                    | DQ    |          |

### Finale
| Rang               | Couloir | Athlète           | Pays                      | Temps   | Notes |
| ------------------ | ------- | ----------------- | ------------------------- | ------- | ----- |
| Médaille d'or      | 7       | Karsten Warholm   | Norvège                   | 46 s 89 |       |
| Médaille d'argent  | 8       | Kyron McMaster    | Îles Vierges britanniques | 47 s 34 |       |
| Médaille de bronze | 6       | Rai Benjamin      | États-Unis                | 47 s 56 |       |
| 4                  | 5       | Roshawn Clarke    | Jamaïque                  | 48 s 07 |       |
| 5                  | 9       | Alison dos Santos | Brésil                    | 48 s 10 |       |
| 6                  | 3       | Trevor Bassitt    | États-Unis                | 48 s 22 |       |
| 7                  | 4       | Rasmus Mägi       | Estonie                   | 48 s 33 |       |
| 8                  | 2       | Joshua Abuaku     | Allemagne                 | 48 s 53 |       |

## Légende
Records et Performances
- AR : Record continental (area record)
- CR : Record des championnats (championship record)
- MR : Record du meeting (meet record)
- NR : Record national (national record)
- OR : Record olympique (olympic record)
- PR : Record paralympique (paralympic record)
- PB : Record personnel (personal best)
- SB : Meilleure performance personnelle de la saison (season's best)
- WL : Meilleure performance mondiale de l'année (world leader)
- WJR : Record du monde junior (world junior record)
- WR : Record du monde (world record)

Circonstances et Conditions
- DNF : N'a pas terminé (did not finish)
- DNS : N'a pas pris le départ (did not start)
- DQ : Disqualification (disqualification)
- NM : Aucun essai valable enregistré (No Mark)
- Q : Qualifié « directement » au prochain tour (ou à la prochaine compétition), lors d'une compétition majeure, grâce au classement ou à la réalisation des minima (automatic qualifier)
- q : Qualifié au prochain tour (ou à la prochaine compétition), lors d'une compétition majeure, grâce au repêchage ou à la réalisation de l'une des meilleures performances parmi celles des « non qualifiés directement » (grâce au meilleur temps ou à la meilleure distance par exemple) (secondary qualifier)